# Marcus Raskin
Marcus Raskin (30 de abril de 1934 - 24 de diciembre de 2017) fue un crítico social, activista político, autor y filósofo progresista estadounidense. Fue cofundador, con Richard Barnet, del grupo de expertos progresista Institute for Policy Studies en Washington D. C. También fue profesor de políticas públicas en la Escuela de Políticas Públicas y Administración Pública de la Universidad George Washington.

## Infancia y juventud (1934-1958)
Marcus Raskin nació en Milwaukee, Estados Unidos, el segundo hijo de inmigrantes judíos rusos. Sus padres, Ben Raskin y Anna Raskin, eran dueños de una tienda de plomería en Milwaukee, donde su padre trabajaba como maestro contratista de plomería. A la edad de 16 años, Raskin dejó su casa para estudiar piano en la Escuela Juilliard con Rosina Lhévinne. Abandonó la carrera de piano para estudiar en la Universidad de Chicago. Allí, Raskin estudió con Rexford Guy Tugwell, economista y miembro del Brain Trust de FDR, y con Quincy Wright, un jurista para quien Raskin se desempeñó como asistente durante sus años en la facultad de derecho. Se graduó de la Universidad de Chicago con una Licenciatura en Artes Liberales en 1954 y de la Facultad de Derecho de la Universidad de Chicago con un Doctorado en Jurisprudencia en 1957.

## Trabajo para el Gobierno (1958-1963)
Raskin se mudó a Washington D. C. en 1958, donde se convirtió en asesor legislativo de un grupo de congresistas liberales, incluidos los demócratas Robert Kastenmeier de Wisconsin y James Roosevelt de California, el hijo mayor de Franklin D. Roosevelt. Raskin pronto se convirtió en secretario del Proyecto Liberal, un grupo de liberales de la Cámara de Representantes organizado por Kastenmeier y Roosevelt en un grupo de liderazgo liberal. Como secretario, Raskin vinculó a los miembros de la Cámara con intelectuales notables, incluido el sociólogo David Riesman, el historiador H. Stuart Hughes y el exasesor financiero de Franklin D. Roosevelt, James Warburg.
En 1961, Raskin se convirtió en asistente de McGeorge Bundy en asuntos de seguridad nacional y desarme como miembro del Estado Mayor Especial del Consejo de Seguridad Nacional. En 1962, fue miembro de la delegación de Estados Unidos en una conferencia de desarme de 18 naciones en Ginebra.
Las tensiones con Bundy llevaron a la reasignación de Raskin en la Oficina de Presupuesto donde continuó su servicio en el Panel Presidencial sobre Educación. En el panel, Raskin escribió artículos sobre las consecuencias de la tecnología y la necesidad de una educación democrática y una investigación científica. 

## Trabajo en elInstitute for Policy Studies(desde 1963)
En 1963, Raskin dejó el servicio gubernamental y, con Richard Barnet, un funcionario del Departamento de Estado en la Agencia de Desarme y Control de Armas, creó una institución independiente fuera del gobierno, el Institute for Policy Studies, para criticar la política oficial.
Gran parte del trabajo inicial de Raskin con el IPS se centró en oponerse a la guerra de Vietnam. En 1968, Raskin fue acusado –junto con William Sloane Coffin, el Dr. Benjamin Spock, Michael Ferber y Mitchell Goodman– de conspiración para ayudar a la resistencia al reclutamiento. El grupo pasó a ser conocido como los Boston Five. En el proceso, Telford Taylor, fiscal de los juicios de Núremberg, actuó como abogado defensor de Raskin. El proceso acabó en su absolución.
Raskin se desempeñó como miembro distinguido del Instituto de Estudios Políticos el resto de su vida profesional, además de enseñar en la Escuela de Políticas Públicas y Administración Pública de la Universidad George Washington y formar parte del consejo editorial de la revista The Nation.

## Vida personal
Se casó dos veces y tuvo cuatro hijos, uno de ellos es el político Jamie Raskin.
Falleció el 24 de diciembre de 2017.

## Obras
- (1962) The Limits of Defense, con Arthur Waskow
- (1965) The Viet-Nam Reader: Articles and Documents on American Foreign Policy and the Viet-Nam Crisis, con Bernard B. Fall
- (1965) A Citizen's White Paper on American Policy in Vietnam and Southeast Asia
- (1965) After 20 Years: Alternatives to the Cold War in Europe, con Richard J. Barnet
- (1971) Being and Doing: An Inquiry Into the Colonization, Decolonization and Reconstruction of American Society and Its State
- (1971) Washington Plans An Aggressive War, con Ralph L. Stavins y Richard J. Barnet
- (1971) An American Manifesto, con Richard Barnet
- (1974) Notes on the Old System: To Transform American Politics
- (1975) The American Political Deadlock: Colloquium on Latin America and the United States: Present and Future of their Economic and Political Relations
- (1976) Next Steps for a New Administration
- (1978) The Federal Budget and Social Reconstruction: The People and the State
- (1979) The Politics of National Security
- (1986) The Common Good: Its Politics, Policies, and Philosophy
- (1987) New Ways of Knowing: The Sciences, Society, and Reconstructive Knowledge, con Herbert J. Bernstein
- (1988) Winning America: Ideas and Leadership for the 1990s, con Chester Hartman
- (1991) Essays of a Citizen: From National Security State to Democracy
- (1992) Abolishing the War System: The Disarmament and International Law Project of the Institute for Policy Studies and the Lawyers Committee on Nuclear Policy
- (1995) Visions and Revisions: Reflections on Culture and Democracy at the End of the Century
- (1997) Presidential Disrespect: From Thomas Paine to Rush Limbaugh – How and Why We Insult, Scorn and Ridicule Our Chief Executives, with Sushila Nayak
- (2003) Liberalism: The Genius of American Ideals
- (2005) In Democracy's Shadow: The Secret World of National Security, con Carl LeVan
- (2007) The Four Freedoms Under Siege: The Clear and Present Danger from Our National Security State, with Robert Spero